# Parque nacional de Wielkopolska
El Parque nacional de Wielkopolska o de la Gran Polonia (en polaco: Wielkopolski Park Narodowy) es un parque nacional dentro de Gran Polonia una región del centro-oeste de Polonia, a unos 15 km (9 millas) al sur de la capital regional, de Poznan. Junto con la zona de protección alrededor del parque, incluye parte de los lagos de Poznan (Pojezierze Poznańskie) y partes de garganta Warta Poznan (Poznanski Przełom Warty).
El parque tiene su sede en el pueblo de Jeziory. Creado en 1957 en una superficie de 52,44 kilómetros cuadrados (20 millas cuadradas), el parque cubre en la actualidad 75,84 kilómetros cuadrados (29 millas cuadradas), de los cuales más de la mitad (46,17 km²) están cubiertos de bosques. Las aguas (principalmente pequeños lagos) cubren 4,62 kilómetros (2 millas cuadradas), y las tierras de otro tipo cubren 25,05 kilómetros cuadrados (10 millas cuadradas). El parque cuenta con 18 áreas estrictamente protegidas.